# 1019 w polityce

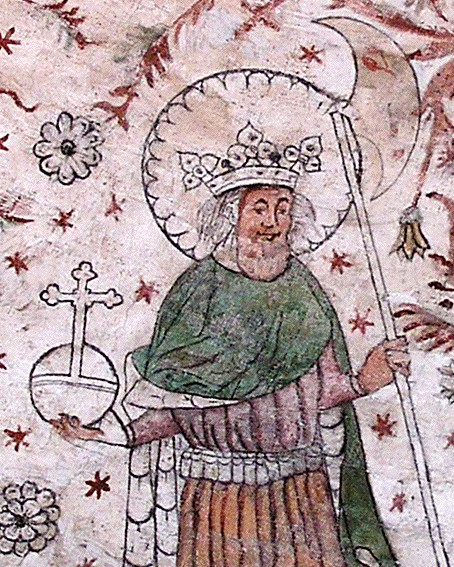
Olaf II Haraldsson, król Norwegii

Wydarzenia polityczne w 1019 roku.

## Wydarzenia
- Traktat w Kungälv pomiędzy Szwecją a Norwegią[1].

## Zmarli
- Światopełk I Przeklęty, książę ruski[2].
- Fryderyk z Luksemburga, hrabia Moselgau[3].